# 텔레노벨라 (텔레비전 채널)
텔레노벨라는 텔레노벨라, 영화를 전문으로 방송하는 채널이다. 일일 24시간 365일 종일 방송하는 채널이며 보통 라틴 드라마를 위주로 편성되고 있다. 현재 홈페이지는 없고 네이버 블로그를 운영하고 있으며 현대HCN 모바일TV와 WAVVE, 올레tv 모바일에서 이용 가능하다.

## 같이 보기
- 대한민국의 통신업